# Eishalle Deutweg
Die Eishalle Deutweg ist eine Eissporthalle in der Schweizer Stadt Winterthur im Kanton Zürich. Sie ist der Spielort des Eishockeyclubs EHC Winterthur und gleichzeitig die einzige Kunsteisbahnanlage der Stadt. Neben der Eishalle gehören auch zwei Aussenbahnen zur Anlage. Von 2016 bis 2023 trug sie den Sponsoringnamen Zielbau Arena.

## Geografie

### Geografische Lage
Die Halle liegt östlich des Stadtzentrums an der nördlichen Grenze des Stadtkreis Mattenbach im Quartier Deutweg und ist Teil des Sportkomplex Deutweg, zusammen mit der Leichtathletikanlage Deutweg, dem Fussballplatz Talgut und der Axa-Arena.

### Verkehrsanbindung
Die Halle ist vom Hauptbahnhof her am besten mit den Buslinien 5,3 oder 7 von Stadtbus Winterthur erreichbar. Der Bahnhof Winterthur Grüze ist etwa 600 Meter zu Fuss entfernt. Für den Individualverkehr stehen bis zu 320 Parkplätze zur Verfügung, wenn der Kiesplatz des Zivilschutzes auch mitgenutzt wird.

## Geschichte
Bis die Eishalle an ihrem heutigen Standort gebaut werden konnte, waren vier Volksabstimmungen nötig: 1981 lehnte die Bevölkerung die Errichtung einer überdachten Eishalle hinter der bestehenden Tribüne der ehemaligen Eisbahn Zelgli ab. 1989 nahm das Volk den Bau einer Überdachung der bestehenden Eishalle an. Jedoch führte eine Stimmrechtsbeschwerde gegen die Stadt, die bis zum Bundesgericht geführt wurde, zu einer nochmaligen Abstimmung, die 1991 abgelehnt wurde. Erst 1998 wurde im vierten Anlauf der Bau einer Eishalle beim Deutweg auf dem Standort einer Püntenanlage angenommen. Nach Ausschreibung und Prüfungen wurde mit dem Bau im November 2001 begonnen, wobei bis Februar 2002 Altlasten saniert werden mussten. Am 29. November 2002 wurde die Anlage mit einer Eröffnungsfeier der Öffentlichkeit übergeben.
Ab Juni 2016 hiess das Eisstadion Zielbau Arena. Der Sponsoringvertrag ist ausgelaufen und die Halle heisst wieder Eishalle Deutweg.

## Kapazität
Das Stadion besteht komplett aus Sitzplätzen und fasst damit 2'496 Zuschauer. Je nach Event kann es auch sein, dass die Halle eine höhere Kapazität aufweist, wenn man Stehplätze und V.I.P.-Bereich miteinrechnet. Bei einem Konzert fasst die Eishalle Deutweg bis zu 4'300 Zuschauer.

## Nutzung
Neben den Aktivitäten der dort ansässigen Klubs und der öffentlichen Nutzung fanden im Deutweg mehrmals grössere Anlässe statt.
Neben mehreren Eishockey-Länderspielen wurden 2008 die Eiskunstlauf-Schweizermeisterschaften ausgetragen sowie einzelne Spiele der Eishockey-Weltmeisterschaft der Frauen 2011. An einem Wochenende Anfang Januar finden seit 2006 regelmässig die Hallenmasters statt, ein Hallenfussballturnier. Auch der Unihockeyclub HC Rychenberg Winterthur trug Playoff-Spiele in der Eishalle aus.
Zudem fanden mehrere Konzerte statt, unter anderem von Muse, Children of Bodom, Slipknot, Snow Patrol, Billy Talent, Papa Roach und Disturbed.

## Galerie

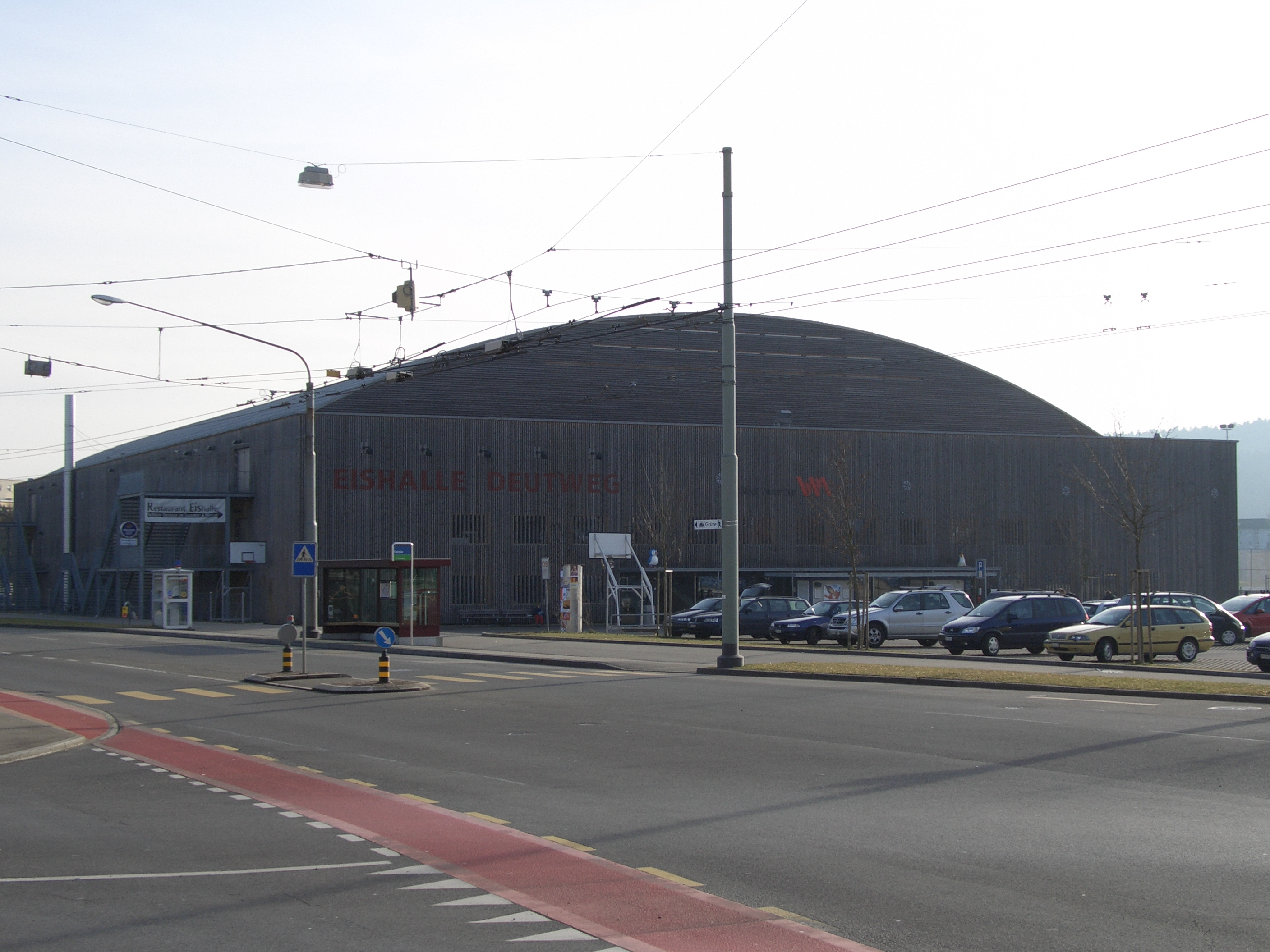
Aussenansicht
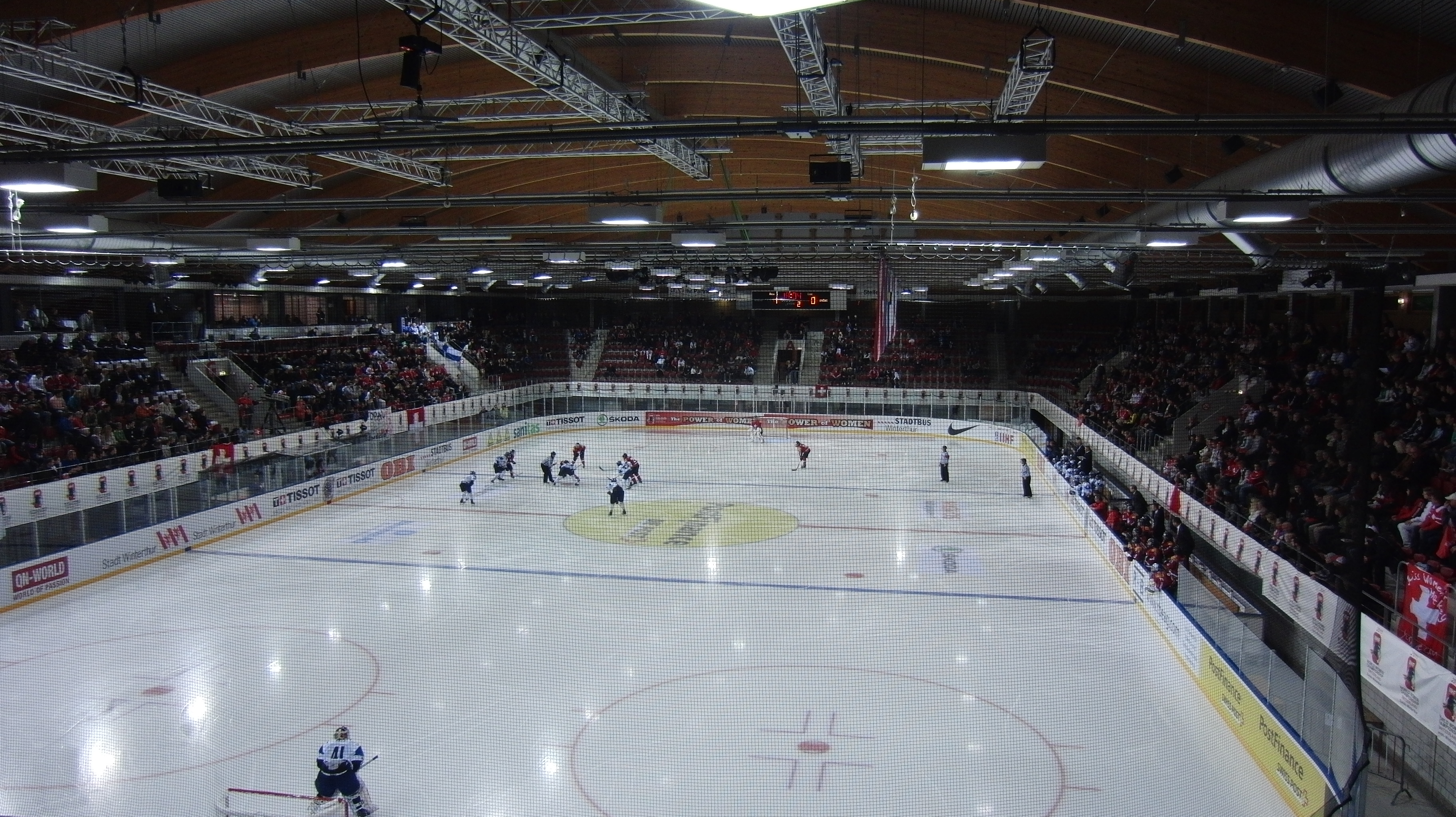
Das Halleninnere